# Верхнее Чернихово
Ве́рхнее Че́рнихово (бел. Верхняе Чэрніхава) — деревня в Барановичском районе Брестской области Белоруссии, в составе Вольновского сельсовета. Население — 3 человека (2023). Деревня располагается на территории бывшей господской усадьбы Чернихов Горный (Чернихув Гурны). 

## География
Верхнее Чернихово находится в северо-восточной части Брестской области в 20 км к северо-востоку от города Барановичи. Расстояние до центра сельсовета — агрогородка Вольно, составляет 11,5 км (по автодороге). В 5 км к востоку проходит граница с Минской областью. Деревня располагается на правом берегу ручья Калюга — приток реки Змейки. Верхнее Чернихово расположено между автомагистралью М1 и её дублёром Р2. Деревня примыкает к расположенному к востоку селу Чернихово. Ближайшая ж/д станция — Погорельцы (линия Минск — Брест).

## История
Чернихово впервые в исторических документах упоминается в 1437 году. Этот документ — фундуш владельца Петра Рачка Страчевича на основание католического костела имени Святых Петра и Павла в Полонке (теперь — Полонечка). 
Дочь Страчевича Милохна вступила в брак с Глебом Вежевичем, которому и перешло Чернихово в качестве приданого. От сыновей Глеба Вежевича пошли два знаменитых шляхтичских рода — Глебовичей и Глебовичей Полонских. Глебовичи Полонские владели Чернихово до конца XVI века. На протяжении всей своей истории имение принадлежали одновременно нескольким родам. Уже в XVI веке было Чернихово Горное и Чернихово Низкое. Одним из владельцев Чернихово в XV—XVI веках был род Петкевичей. Юрий Петкевич в 1502 году подарил десятину земли костёлу в Полонечке. 
В 1522 году владельцем селения стала Марина Немирович. Затем вместе со Вселюбом имение перешло к известному государственному деятелю Великого княжества Литовского Андрею Немировичу. Позднее Черниховым владели Острожские и Доровские, а с 1567 года Станислав Глебович. Немировичи владели имением до 1541 года.
В середине XVII века через брак дочери Вацлава Немировича имение переходит к разным владельцам. Среди них были Бенедикт Юрала, род Гласновских, Жук и другие. Некоторую часть имения Чернихово имел даже Евстафий Волович.
В XVII—XVIII веках продолжали существовать два имения. В 1693 году одно из них купил Варшавский иезуитский коллегиум, которому имение принадлежало до момента прекращения деятельности ордена. В конце XVIII века хозяином обоих имений был Лопата-Быковский, известный государственный деятель Великого княжества Литовского. Дольным Чернихово в 1832—1887 годах владел отставной полковник В. Павлов.
Во второй половине XVII века Чернихово стало родовым имением рода Рдултовских, которым оно принадлежало более 250 лет.
После третьего раздела Речи Посполитой (1795) местечко вошло в состав Российской империи, принадлежало Новогрудскому уезду Минской губернии. Во второй половине XIX века Рдултовские выстроили в Верхнем Чернихово усадьбу с комплексом зданий и парком.
В XIX веке название «Дольное» было заменено на «Нижнее», «Горное» — на «Верхнее».
В 1909 году — хутор Чернихов Горный с господским домом и тремя дворами Черниховской волости Новогрудского уезда Минской губернии.
Согласно Рижскому мирному договору (1921) деревня вошла в состав межвоенной Польши, где принадлежала гмине Вольно Барановичского повета Новогрудского воеводства. С 1939 года в БССР. Последний владелец имения Константин Пётр Рдултовский был арестован в 1939 году и сослан в Караганду, позднее эмигрировал в Англию.
В период Великой Отечественной войны с конца июня 1941 года по июль 1944 года деревня оккупирована немецко-фашистскими захватчиками. На фронтах войны погибло 15 односельчан.
До 1962 года деревня входила в состав Савицкого сельсовета.

## Население
По состоянию на 1 января 2023 года в деревне проживало 3 человека в 2 хозяйствах, в том числе 0 моложе трудоспособного возраста, 1 — в трудоспособном возрасте и 2 — старше трудоспособного возраста. 
| Численность населения (по переписи) | Численность населения (по переписи) | Численность населения (по переписи) | Численность населения (по переписи) | Численность населения (по переписи) |
| 1909                                | 1921                                | 1999                                | 2009                                | 2019                                |
| ----------------------------------- | ----------------------------------- | ----------------------------------- | ----------------------------------- | ----------------------------------- |
| 50                                  | ↗53                                 | ↘19                                 | ↘14                                 | ↘9                                  |

## Достопримечательности
- Усадьба Рдултовских (XIX век); усадебный дворец был разрушен во время ВОВ. Сохранились часовня-усыпальница, придорожная часовня, башня-коптильня, руины хозпостроек и фрагменты парка.